# Great Missenden
Great Missenden är en ort och civil parish i Buckinghamshire i England. Great Missenden bildar tillsammans med Prestwood en tätort som hade 7 501 invånare 2011, på en yta av 3,27 km².
Författaren Roald Dahl var med sin familj under många år bosatta i Great Missenden.